# Kreis Reichenbach
Der Kreis Reichenbach war ein Landkreis im Bezirk Karl-Marx-Stadt der DDR. Von 1990 bis 1995 bestand er als Landkreis Reichenbach im Freistaat Sachsen fort. Sein Gebiet liegt heute im Vogtlandkreis in Sachsen. Der Sitz der Kreisverwaltung befand sich in Reichenbach.

## Geographie

### Lage
Der Kreis Reichenbach lag zwischen Plauen und Zwickau im Vogtland.

### Nachbarkreise
Der Kreis Reichenbach grenzte im Uhrzeigersinn im Norden beginnend an die Kreise Werdau, Zwickau-Land, Auerbach, Plauen-Land und Greiz.

## Geschichte
Der Kreis Reichenbach entstand am 25. Juli 1952 im Rahmen der Auflösung der Länder und Bildung von 14 Bezirken der DDR. Er hatte als komplette Neugründung keine bestimmte Verwaltungseinheit als Vorgänger. Der neue Kreis wurde aus Gemeinden der bis dahin bestehenden Landkreise Auerbach, Plauen und Zwickau gebildet. Diese Landkreise entsprachen in etwa den vorherigen namensgleichen Amtshauptmannschaften. Der Kreis Reichenbach wurde dem Bezirk Karl-Marx-Stadt zugeordnet. Kreisstadt wurde Reichenbach/Vogtl.
Folgende 32 Gemeinden bildeten den Kreis:
- aus dem alten Landkreis Auerbach (7):

Irfersgrün, Lengenfeld (Stadt), Pechtelsgrün, Schönbrunn, Waldkirchen, Weißensand und Wolfspfütz
- aus dem alten Landkreis Plauen (22):

Brockau, Brunn, Buchwald, Coschütz, Foschenroda, Friesen, Hauptmannsgrün, Kleingera, Lambzig, Lauschgrün, Limbach, Losa, Mylau (Stadt), Netzschkau (Stadt), Oberheinsdorf, Obermylau, Reichenbach/Vogtl. (Stadt), Reimersgrün, Rotschau, Schneidenbach, Scholas und Unterheinsdorf
- aus dem alten Landkreis Zwickau (3):

Neumark, Reuth und Schönbach.
Durch Gemeindegebietsänderungen und Umgliederungen über Kreisgrenzen hinweg schrumpfte die Zahl der Gemeinden von anfänglich 32 auf 27 am Tag der Wiedervereinigung und danach weiter auf 13 bis zu seiner Auflösung.
- 1. Juli 1953 – Eingemeindung von Wolfspfütz in die Stadt Lengenfeld
- 1. Januar 1956 – Umgliederung des Kleingeraer Ortsteils Göltzschhammer nach Greiz im Kreis Greiz
- 1. April 1974 – Eingemeindung von Buchwald in Limbach
- 1. April 1974 – Eingemeindung von Foschenroda in die Stadt Netzschkau
- 1. April 1974 – Eingemeindung von Losa nach Coschütz
- 1. Januar 1979 – Eingemeindung von Scholas nach Coschütz
- 1. April 1992 – Eingemeindung von Lambzig in die Stadt Netzschkau
- 1. Juli 1993 – Eingemeindung von Plohn (Kreis Auerbach) in die Stadt Lengenfeld
- 1. Januar 1994 – Eingemeindung von Weißensand in die Stadt Lengenfeld
- 1. Januar 1994 – Eingemeindung von Lauschgrün und Reimersgrün in Limbach
- 1. Januar 1994 – Eingemeindung von Reuth und Schönbach in Neumark
- 1. Januar 1994 – Eingemeindung von Coschütz und Kleingera in die Stadt Elsterberg

Die Stadt Elsterberg, die seit dem 25. Juli 1952 zum Kreis Greiz gehörte, war bereits am 1. April 1992 in den Landkreis Plauen gewechselt. Die Gemeinden Coschütz und Kleingera wurden (kreisüberschreitend) in die Stadt Elsterberg eingemeindet.
- 1. März 1994 – Eingemeindung von Irfersgrün und Pechtelsgrün in die Stadt Lengenfeld
- 1. März 1994 – Eingemeindung von Brunn und Friesen in die Stadt Reichenbach/Vogtl.
- 1. Januar 1994 – Zusammenschluss von Oberheinsdorf, Unterheinsdorf und Hauptmannsgrün zur Gemeinde Heinsdorf, die am 1. Juni 1994 in Heinsdorfergrund umnenannt wurde.

Am 17. Mai 1990 erfolgte die Umbenennung des Kreises Reichenbach in Landkreis Reichenbach. Anlässlich der Wiedervereinigung der beiden deutschen Staaten wurde der Landkreis im Oktober 1990 dem wiedergegründeten Land Sachsen zugesprochen. Bei der ersten sächsischen Kreisreform ging er am 1. Januar 1996 im neuen Vogtlandkreis auf.

### Einwohnerentwicklung
| Jahr      | 1960   | 1971   | 1981   | 1989   |
| Einwohner | 70.366 | 66.581 | 58.656 | 54.605 |

## Wirtschaft
Bedeutende Betriebe waren unter anderen:
- VEB Reichenbacher Naben- und Kupplungswerk (RENAK)
- VEB Vogtlandstoffe Reichenbach
- VEB Bild und Heimat, Reichenbach[5] – der größte Hersteller von Ansichtskarten der DDR
- VEB Fluß- und Schwerspatbetrieb Lengenfeld
- VEB Maschinenfabrik Nema Netzschkau

## Verkehr
Durch die Autobahn Plauen–Karl-Marx-Stadt war der Kreis an das Autobahnnetz der DDR angeschlossen. Dem überregionalen Straßenverkehr dienten außerdem die F 94 von Rodewisch über Reichenbach nach Greiz sowie die F 173 von Plauen über Reichenbach nach Zwickau.
Das Kreisgebiet wurde durch die Eisenbahnstrecken Leipzig–Reichenbach–Plauen und Zwickau–Lengenfeld–Falkenstein erschlossen.

## Bevölkerungsdaten
Bevölkerungsübersicht aller 27 Gemeinden des Kreises, die 1990 in das wiedergegründete Land Sachsen kamen.
| AGS      | Gemeinde                       | Einwohner | Einwohner  | Fläche (ha) |
| AGS      | Gemeinde                       | 3.10.1990 | 31.12.1990 | 31.12.1990  |
| 14046010 | Brockau                        | 645       | 637        | 465         |
| 14046020 | Brunn                          | 259       | 258        | 253         |
| 14046040 | Coschütz                       | 730       | 737        | 766         |
| 14046060 | Friesen                        | 422       | 417        | 196         |
| 14046070 | Hauptmannsgrün                 | 597       | 590        | 705         |
| 14046080 | Irfersgrün                     | 570       | 571        | 515         |
| 14046090 | Kleingera                      | 343       | 341        | 435         |
| 14046100 | Lambzig                        | 121       | 123        | 202         |
| 14046110 | Lauschgrün                     | 207       | 208        | 130         |
| 14046120 | Lengenfeld, Stadt              | 6 687     | 6 565      | 1 223       |
| 14046130 | Limbach                        | 1 311     | 1 305      | 962         |
| 14046150 | Mylau, Stadt                   | 3 658     | 3 635      | 315         |
| 14046160 | Netzschkau, Stadt              | 4 656     | 4 563      | 584         |
| 14046170 | Neumark                        | 2 025     | 2 004      | 1 231       |
| 14046180 | Oberheinsdorf                  | 343       | 342        | 787         |
| 14046190 | Obermylau                      | 439       | 294        | 165         |
| 14046200 | Pechtelsgrün                   | 345       | 344        | 488         |
| 14046210 | Reichenbach im Vogtland, Stadt | 25 036    | 24 810     | 1 541       |
| 14046220 | Reimersgrün                    | 150       | 149        | 327         |
| 14046230 | Reuth                          | 743       | 735        | 171         |
| 14046240 | Rotschau                       | 828       | 821        | 329         |
| 14046250 | Schneidenbach                  | 409       | 408        | 646         |
| 14046260 | Schönbach                      | 533       | 521        | 337         |
| 14046270 | Schönbrunn                     | 368       | 361        | 538         |
| 14046290 | Unterheinsdorf                 | 785       | 770        | 704         |
| 14046300 | Waldkirchen                    | 836       | 842        | 1 108       |
| 14046310 | Weißensand                     | 260       | 259        | 399         |
| 14046000 | Landkreis Reichenbach          | 53 306    | 52 610     | 15 522      |

## Kfz-Kennzeichen
Den Kraftfahrzeugen (mit Ausnahme der Motorräder) und Anhängern wurden von etwa 1974 bis Ende 1990 dreibuchstabige Unterscheidungszeichen, die mit den Buchstabenpaaren TS und XS begannen, zugewiesen. Die letzte für Motorräder genutzte Kennzeichenserie war XF 00-01 bis XF 30-00.
Anfang 1991 erhielt der Landkreis das Unterscheidungszeichen RC. Es wurde bis zum 31. März 1996 ausgegeben. Seit dem 9. November 2012 ist es im Vogtlandkreis erhältlich.